# Hộ Pháp

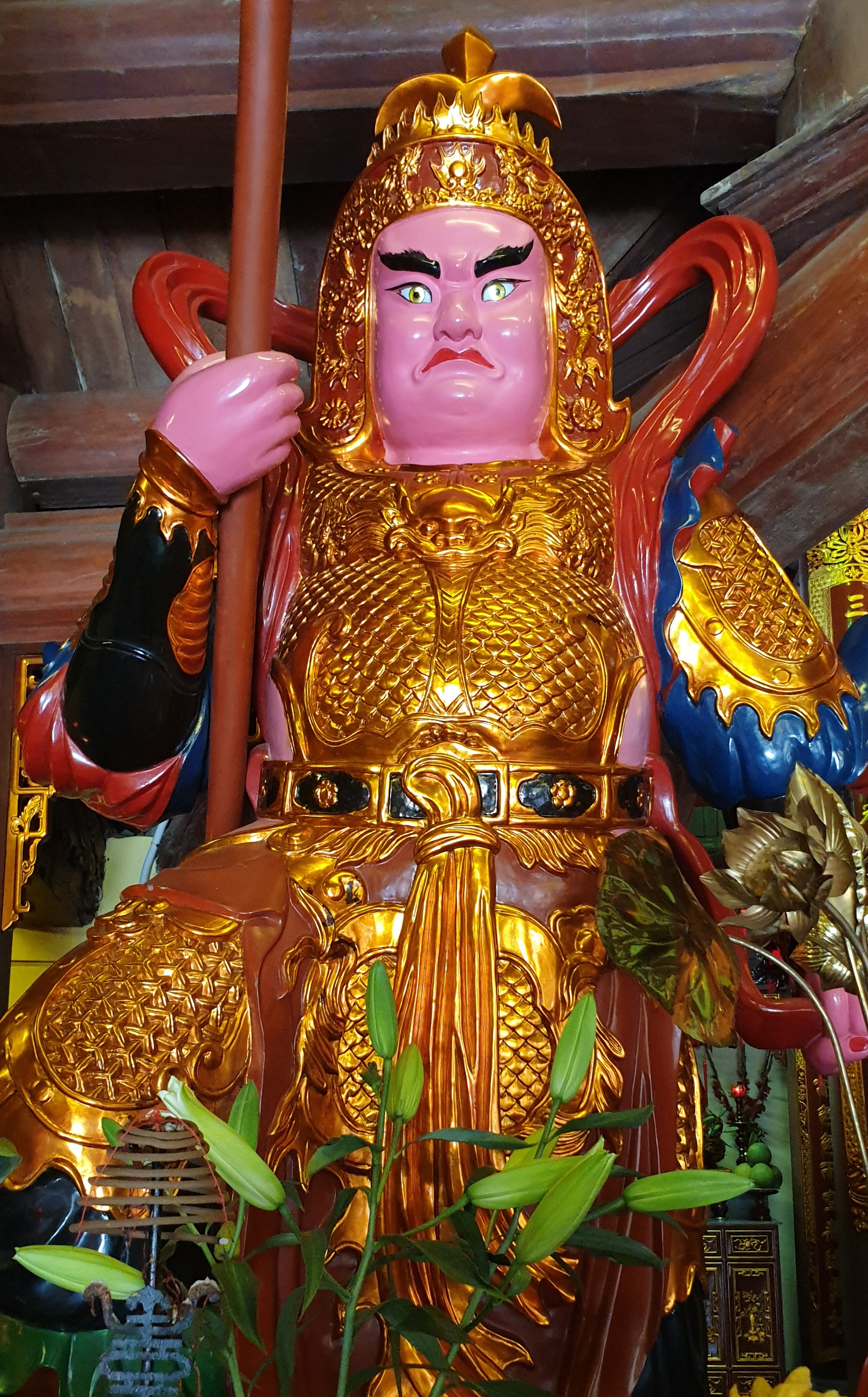
Hộ pháp Trừng Ác ở chùa Linh Ứng tại Bà Nà

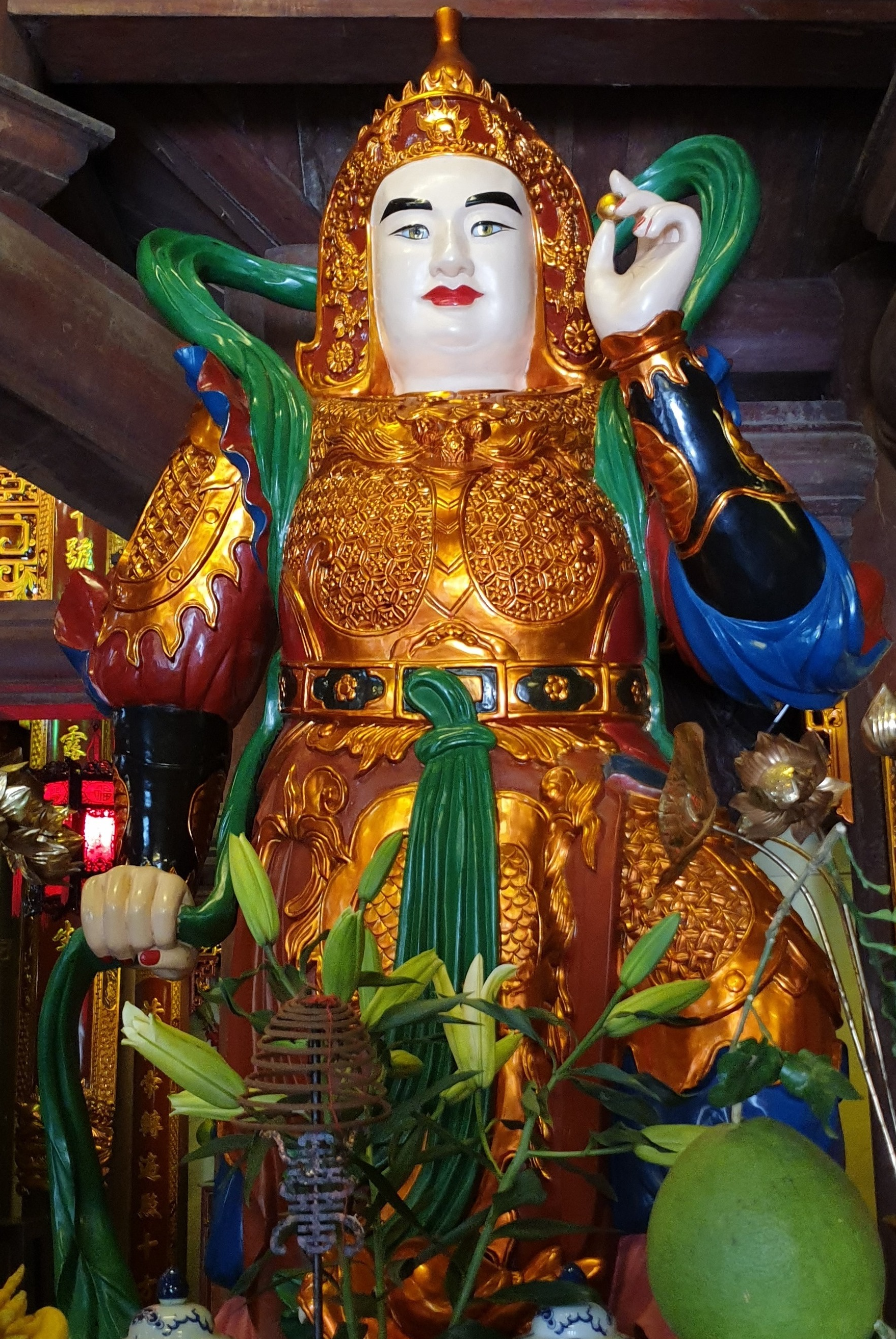
Hộ pháp Khuyến Thiện ở chùa Linh Ứng tại Bà Nà

Hộ pháp  hay Thần Tăng (chữ Nho: 護法, sa. dharmapāla, pi. dhammapāla) theo nhà Phật, nhất là phái Kim cương thừa (sa. vajrayāna) hay Thần Thánh là những vị thần bảo vệ Phật pháp và Phật tử. Những ai nguyện noi theo Thành tựu pháp (sa. sādhana) mà đọc câu Chân ngôn thì đều được các vị thần đó phù hộ. Ngoài ra các vị Hộ Thế (chữ Nho: 護世, sa. lokapāla), tức những vị thần (Thiện Thần) nguyện theo Phật cũng có chức năng như Hộ pháp. Phật giáo Việt Nam liệt kê nhiều vị thần như Phạm Thiên, Đế Thích, Kiên Lao, Địa Kỳ, Thiên Lý Nhãn, Thiên Lý Nhĩ trong danh sách hộ pháp nhưng trong chùa thì có hai dạng chính.

## Khuyến Thiện, Trừng Ác
Dạng Hộ pháp phổ biến là hai vị thần đối sánh thờ trong chùa mang tên Khuyến Thiện và Trừng Ác. Đôi tượng Hộ pháp này thường tạc rất lớn, đầu cao chấm nóc nhà, bố trí ở hai bên tiền đường. Thần trang phục như võ tướng, đầu đội mũ trụ, mặc áo giáp, thân thể vạm vỡ, ngồi trên sư tử lam, có sẵn khí giới để bảo vệ đạo pháp (một vị cầm đại đao, một vị nắm dải lụa hoặc cầm tòa tháp nhỏ). Tượng thần Khuyến Thiện, tục gọi là "ông Thiện" thường tô mặt trắng, nét mặt thanh thản, đặt ở bên tay trái bàn thờ Phật (từ trong nhìn ra), tay cầm viên ngọc thiện tâm (ngọc Mani hay ngọc lưu ly), là báu vật của Phật tử, khích lệ mọi người noi theo. Tượng thần Trừng Ác thì tô mặt đỏ, đặt bên tay phải bàn thờ Phật; nét mặt thần giận dữ trừng trừng, lăm lăm vũ khí để trừng trị kẻ ác tâm như răn đe mọi người lánh xa con đường dẫn đến sa ngã. Trong các chuyện tiền thân Phật thì các vị Hộ pháp này còn có tên là Thiện Hữu, Ác Hữu, hoặc La Đắc, Ma Pha La. Sau này Kim Dung cũng có phóng tác thành hai nhân vật giang hồ là Thưởng Thiện và Phạt Ác.
Truyện kể tóm lược như sau, Đức Vua nước Ba Na Lại xưa có 2 Hoàng Tử là Thiện Hữu và Ác Hữu có tính tình trái ngược nhau, Hiền hữu ưa từ bi bố thí các phẩm hạnh lành còn Ác Hữu thì ngược lại. Thiện Hữu quan sát thấy chúng sinh mưu sinh vất vả mà tạo ra các nghiệp ác như: sát sinh, lừa gạt,.... rồi thọ mãi khổ báo, nên có tâm nguyện bố thí của cải để mọi người làm nghiệp lành. Chàng đem bố thí đến cạn kho tàng của Vua cha. Suy xét thấy cách bố thí dài lâu vào Biển lớn, xuống Long Cung tìm được Bảo Báu ngọc Ma Ni có khả năng muốn gì được nấy.
Với lòng từ bi Thiện hữu xuống Long Cung trải qua gian khổ lấy ngọc báu mang về. Sau Ác Hữu lấy mất ngọc còn đâm mù mắt anh trai. Thiện hữu mù lòa cực khổ, lưu lạc đến một vương quốc, chàng đi ăn xin nhưng có tiếng đàn rất hay, được công chúa yêu thương, công chúa không biết chàng là hoàng tử mình đã được hứa hôn nhưng vẫn hết mực muốn chung sống cùng, vua cha nàng cho hai người ở cùng nhau nhưng phải ra khỏi hoàng cung đến nơi xa xôi. Một hôm công chúa có việc phải đi nhưng quên không báo cho chồng, Thiện Hữu cho rằng vợ có việc gì dấu diếm, công chúa buồn tủi uất ức bèn thề thốt " nếu em có điều gì gian dối xin cho mắt anh đui mù mãi, còn nếu em ngay thẳng xin cho mắt anh sáng lại như cũ ". Vừa dứt lời một mắt chàng rung động hồi phục như cũ. Cả hai vui mừng, Thiện hữu nói cho công chúa mình là hoàng tử được hứa gả cho nàng năm xưa, công chúa không tin nghĩ chồng lãng tâm mất trí.
Thiện hữu đáp chàng từ khi sinh ra chưa hề nói dối rồi ngửa lên trời đáp nếu chàng nói dối thì cho mắt mù như cũ còn nếu nói thật thì mắt sáng lại, tức thì con mắt còn lại trở lại thường. Sau đó cả hai về cung báo với vua cha chàng là Thiện hữu. Chàng về nước Ba La Nại vua cha và hoàng hậu thương con bị mù đôi mắt, chàng tìm Ác Hữu lấy lại ngọc Mani giúp cha mẹ sáng mắt. Cuối cùng Chàng lập một đàn trang lớn trước hạt ngọc báu, sau bao cực khổ vì chúng sinh kiếm về, chàng nguyện cho chúng sinh được lợi lạc, tức thì trời mưa tuôn thóc gạo vàng bạc, y phục, các đồ quý giá.... làm cho mọi người được thỏa mãn không bị lòng tham thúc đẩy làm việc ác. Thiện Hữu chính là tiền thân của Phật Thích Ca Mâu Ni.

## Bát bộ Kim Cương

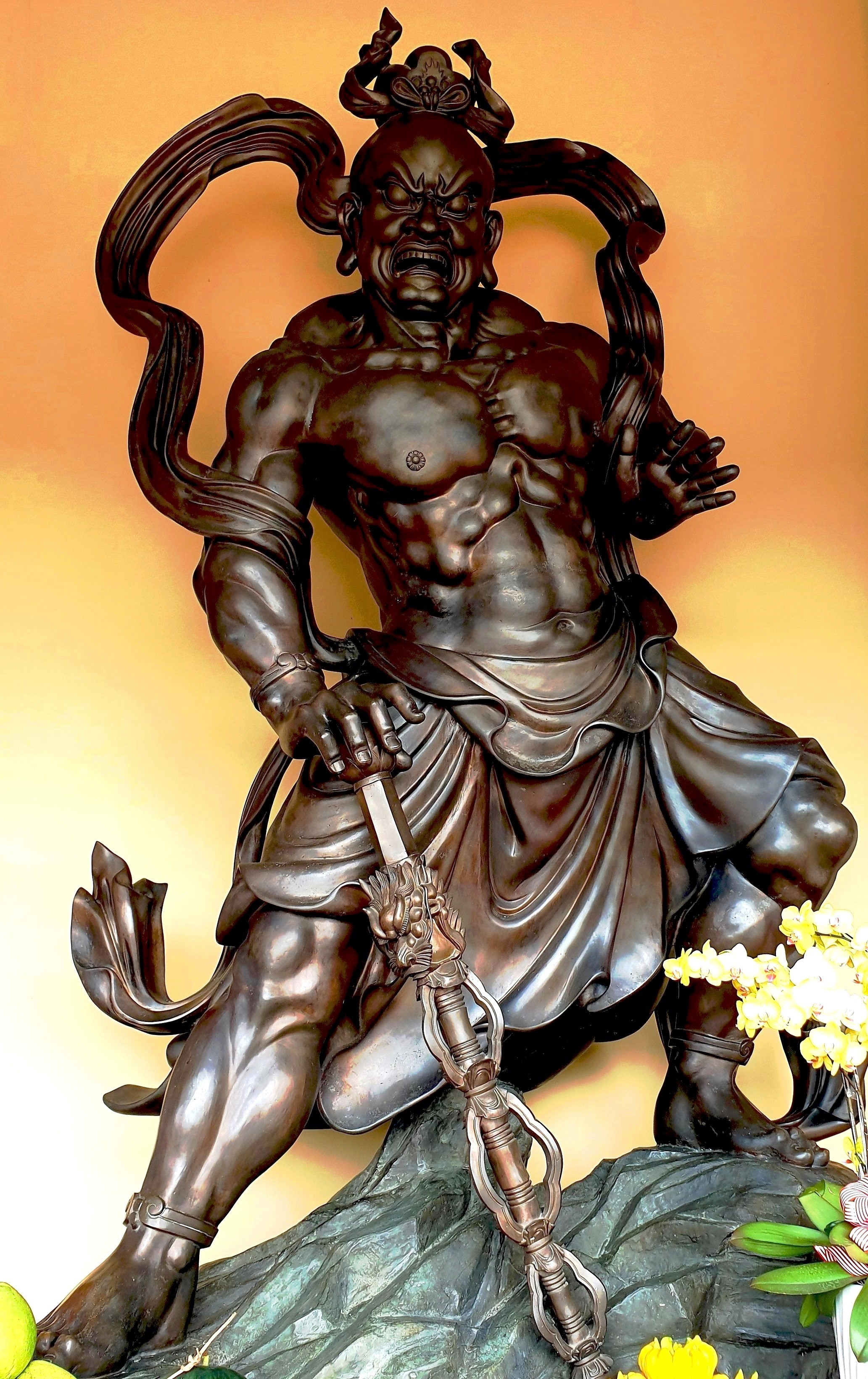
Tượng Kim Cang hộ pháp (Đại lực Kim Cang hay Kim Cang lực sĩ) tại chùa Phật Cô đơn

Dạng thứ hai là Bát bộ Kim Cương (còn gọi là Kim Cang hộ pháp) gồm tám vị thần cũng mặc võ phục (hoặc chỉ cởi trần đóng khố) nhưng không bài trí ở gần lối vào mà gần bàn thờ Phật vì đây là các vị thần linh có trách nhiệm bảo vệ Phật. Tám vị kim cương đó lần lượt là:
- Thanh Trừ Tai
- Tích Độc Thần
- Hoàng Tùy Cầu
- Bạch Tịnh Thủy
- Xích Thanh Hỏa
- Định Trừ Tai
- Tử Hiền Thần
- Đại Lực Thần (Đại lực Kim Cang hay Kim Cang lực sĩ) thường được điêu khắc với hình thù của một người đàn ông cơ bắp lực lưỡng, cởi trần đóng khố, cầm chùy

## Các truyền thống khác
Hộ pháp theo Kim cương thừa còn liệt danh Ma-ha-ca-la (sa. mahākāla, nghĩa là Đại Hắc 大黑) – được xem là một hoá thân của bồ tát Quán Thế Âm – là đấng bảo vệ người tu hành trước những hiểm nguy và ảnh hưởng xấu liên quan đến chuyện tu học. Tuy nhiên các hành giả đó phải được chân truyền sự hỗ trợ từ vị Bổn Tôn, Thần thể (bo. yidam) của mình. Vị Đại Hắc (sa. mahākāla), Hộ pháp của tông Kagyu và Đạt-lại Lạt-ma thường được trình bày như một vị thần cao lớn, da đen. Vị này có bốn trách nhiệm lớn đối với trở ngại khó khăn của người tu hành: điều phục, giúp đỡ, thu hút, huỷ diệt. Các vị Hộ Thế trong Phật giáo Tây Tạng được chinh phục – theo truyền thuyết – là nhờ công của Đại sư Liên Hoa Sinh. Đó là các vị thần của đạo Bôn (bo. bön བོན་) đã được điều phục thành các vị phục vụ Phật pháp. Các vị đó thường là hiện thân của các lực lượng thiên nhiên. Người ta còn nhắc đến các vị Hộ Thế Tứ thiên vương. Các vị này xuất hiện từ lâu trong tranh tượng Ấn Độ và cũng được tôn thành Hộ pháp.
Hộ pháp, Luận sư của Duy thức tông (sa. vijñānavādin), sống trong thế kỷ 6-7, môn đệ của Trần-na (sa. dignāga) và về sau trở thành viện trưởng của viện Na-lan-đà (sa. nālandā). Sau đó Nhà Sư đến Giác Thành (bodhgayā) và trở thành viện trưởng viện Đại Bồ-đề (sa. mahābodhi). Nhà Sư mất năm 32 tuổi. Hầu như mọi tác phẩm của Sư đều thất lạc cả.
Sư viết luận giải về Bách luận (sa. śataśāstra) của Thánh Thiên (sa. āryadeva), về Duy thức nhị thập tụng (sa. viṃśatikā vijñaptimātratākārikā) của Thế Thân. Tư tưởng luận giải của Sư còn được tìm thấy trong tác phẩm Thành duy thức luận của Huyền Trang. Hộ pháp và các môn đệ nhấn mạnh tính "duy tâm" (sa. cittamātra) tuyệt đối của Duy thức học, cho rằng thế giới "không gì khác hơn là sự tưởng tượng."
Hộ pháp, Cao tăng Tích Lan (1865-1933), sáng lập hội Đại Bồ-đề (Mahābodhi Society) năm 1891 nhằm phục hưng viện Đại Bồ-đề tại Giác Thành. Sư là tăng sĩ đầu tiên của thời cận đại tự nhận mình là một người Vô gia cư (sa. anāgārika, xem Khất sĩ). Năm 1925, Sư sáng lập hội Đại Bồ-đề ở London.